# Tom Cartwright
Pour les articles homonymes, voir Cartwright.
Thomas William Cartwright, dit Tom Cartwright, est un joueur de cricket international anglais né le 22 juillet 1935 à Coventry et mort le 30 avril 2007 à Neath. Il dispute cinq test-matchs avec l'équipe d'Angleterre en 1964 et 1965.
Au cours de sa carrière, qui s'étale de 1952 à 1977, il joue successivement pour le Warwickshire, le Somerset et le Glamorgan, d'abord en tant que batteur puis progressivement en tant que lanceur spécialiste. Il se reconvertit dans des rôles de manager et de d'entraîneur.

## Biographie
Tom Cartwright naît le 22 juillet 1935 à Coventry dans une famille ouvrière. Son père travaille dans les usines Riley, et sa mère est fille de mineur. À l'école, il est le capitaine des équipes de football et de cricket. À quinze ans, il est employé dans l'usine automobile Rootes. Repéré par le Warwickshire County Cricket Club, il a 17 ans lorsqu'il signe en 1952 son premier contrat professionnel avec le club. Il gagne alors moins en tant que sportif, 5 £ par semaine, qu'en tant qu'ouvrier. Il dispute sa première rencontre « first-class » dans le County Championship contre le Nottinghamshire à la fin de la saison, dans un rôle de batteur. Il marque à cette occasion 82 courses lors de l'une de ses manches, devenant le plus jeune joueur depuis 1906 à réussir un demi-century dans la compétition.
Il préfère alors jouer en tant qu'ouvreur, l'un des deux premiers batteurs de la manche, mais connaît une saison 1953 difficile à ce poste. Il effectue son service militaire de 1953 à 1955. Il réussit son premier century en 1958 contre le Kent. L'année suivante, il se découvre des talents de lanceur. Il prend cette saison-là 80 guichets et marque plus de 1200 courses. Il est sélectionné dans l'équipe des professionnels, les « Players », pour le match « Gentlemen v. Players ». En 1962, il dépasse les 1000 courses et les 100 guichets en une saison pour la seule fois de sa carrière.
Il connaît ses cinq sélections en Test cricket avec l'équipe d'Angleterre en 1964 et 1965. Il fait ses débuts à ce niveau au cours des Ashes contre l'Australie, à Old Trafford. Sur un terrain qui favorise les batteurs, il prend deux guichets et concède 118 courses. Sa deuxième sélection a lieu quelques jours plus tard à The Oval. Il participe à la tournée anglaise en Afrique du Sud en 1964-1965 mais, blessé, ne peut jouer que le quatrième match de la série. Au cours de l'été 1965, il dispute une partie contre la Nouvelle-Zélande et une autre contre l'Afrique du Sud. C'est au cours de cette dernière sélection qu'il réalise sa meilleure performance au lancer à ce niveau en une manche, six guichets pour 94 courses, mais il s'y blesse le pouce.
En 1968, il est impliqué malgré lui dans l'« Affaire D'Oliveira ». Malgré une blessure à l'épaule, il est choisi, le 28 août pour faire partie de la tournée de l'équipe d'Angleterre en Afrique du Sud qui doit débuter fin 1968. Bien qu'il n'ait joué qu'un match durant les semaines qui précèdent, il hérite de la seule place réservée à un joueur polyvalent pour ce voyage. Dans le même temps, Basil D'Oliveira, membre de la sélection anglaise originaire d'Afrique du Sud et « Coloured », n'est pas pris dans la liste. Cette mise à l'écart provoque une vive controverse dans la presse britannique. Elle satisfait par contre le régime d'Apartheid qui dirige l'Afrique du Sud, satisfait de la mise à l'écart de cet homme de couleur. Blessé et choqué par la politique du gouvernement sud-africain, il annonce son retrait de la tournée, le 14 septembre. Le 17, D'Oliveira est rappelé à sa place par les sélectionneurs. Le lendemain, le premier ministre sud-africain John Vorster, mécontent de la présence de D'Oliveira, fait annuler la future tournée. L'Angleterre et l'Afrique du Sud ne s'affronteront plus avant les années 1990,.
À l'issue de la saison 1969, il quitte le Warwickshire pour rejoindre le Somerset, où, en plus d'être joueur, il entraîne l'équipe d'une école, ce qui lui permet de préparer sa reconversion. En 1972, il est à la fois entraîneur et joueur du Somerset. Il devient le mentor des jeunes joueurs du club, entraînant notamment Ian Botham au lancer. Après sept saisons au club, il se brouille en 1976 avec le chairman du Somerset. Il dispute sa dernière saison professionnelle, en 1977, avec le Glamorgan.
Sa carrière sportive achevée, il occupe divers rôles d'entraîneur et de dirigeant sportif au pays de Galles. Il est directeur sportif au sein du Glamorgan de 1977 à 1983. Pendant vingt-trois ans, jusqu'en 2000, il est directeur chargé de l'entraînement au sein de la Welsh Cricket Association. Il est responsable de l'équipe du pays de Galles des moins de 16 ans de 1980 à 2007 en sport.
En mars 2007, il est victime d'une attaque cardiaque. Gravement malade, il meurt le 30 avril 2007, à l'âge de 71 ans. Il a eu deux enfants, un garçon et une fille, avec sa femme Joan Rees, épousée en 1960.

## Style de jeu, rôle et personnalité
Lorsqu'il commence sa carrière, en 1952, Tom Cartwright est batteur. Il désire même jouer en tant qu'ouvreur, l'un des deux premiers batteurs de la manche. À partir 1959, il devient polyvalent et c'est même le lancer qui devient progressivement l'aspect primordial de son jeu. Il maîtrise l'inswinger et l'outswinger. Le manque de vitesse de ses lancers, cependant, limite sa carrière internationale à cinq test-matchs, à une époque où les sélectionneurs de l'équipe d'Angleterre cherchent cette qualité chez leurs joueurs.
En dehors du terrain, Tom Cartwright est écœuré par la politique d'Apartheid menée en Afrique du Sud lorsqu'il participe à la tournée de l'équipe d'Angleterre en 1964-1965. Il est mal à l'aise lorsqu'il découvre que son inclusion dans la liste pour la tournée en Afrique du Sud en 1968-1969 aux dépens de Basil D'Oliveira satisfait le gouvernement sud-africain. En plus d'une blessure, c'est peut-être une raison pour laquelle il décline l'invitation. D'Oliveira rappelé, le gouvernement sud-africain fait annuler la tournée.

## Bilan sportif

### Principales équipes
| Équipe       | Test        |             |
| ------------ | ----------- | ----------- |
| Angleterre   | 1964 - 1965 |             |
| Équipe       | First-class | List A      |
| Warwickshire | 1952 - 1969 | 1963 - 1969 |
| Somerset     | 1970 - 1976 | 1970 - 1976 |
| Glamorgan    | 1977        | 1977        |

### Statistiques
En vingt-cinq ans de carrière en first-class cricket, il réalise 13 710 courses à la moyenne de 21,32 et prend 1 536 guichets à la moyenne de 19,11. Son meilleur score à la batte, 210 courses, est réalisé avec le Warwickshire contre le Middlesex en 1962. En test-matchs, avec l'équipe d'Angleterre, ses 15 guichets en cinq rencontres sont récoltés à la moyenne de 36,26.

## Honneurs
- Membre de l'ordre de l'Empire britannique (MBE) en 2000.